# Akor Adams
Akor Adams (Nigéria, 2000. január 29. –) nigériai korosztályos válogatott labdarúgó, a spanyol Sevilla csatárja.

## Pályafutása

### Klubcsapatokban
Adams Nigériában született. Az ifjúsági pályafutását a Jamba Football Academy csapatában kezdte.
2018-ban debütált a norvég Sogndal másodosztályban szereplő felnőtt csapatában. Először a 2018. augusztus 28-ai, Mjøndalen elleni mérkőzés 73. percében Tomas Totlandot váltva lépett pályára. Első gólját 2018. október 21-én, az Åsane ellen 2–1-re megnyert találkozón szerezte. A 2021-es szezon 27 mérkőzésen 10 gólt ért el.
2022. január 8-án három éves szerződést kötött az első osztályban érdekelt Lillestrøm együttesével. 2022. március 13-án, a Nardo ellen 4–0-ra megnyert kupamérkőzés 65. percében Hólmbert Friðjónsson cseréjeként debütált, majd a 87. percben meg is szerezte első gólját a klub színeiben. A ligában először 2022. április 2-án, a HamKam ellen 2–2-es döntetlennel zárult bajnokin lépett pályára és egyben meg is szerezte első gólját.
2023. augusztus 7-én a francia Montpellier-hez írt alá. 2025. január 27-én 2029. június 30-ig szerződött a spanyol Sevilla csapata.

### A válogatottban
Adams 2019-ben mutatkozott be a nigériai U20-as válogatottban. 2019. május 24-én, Katar ellen 4–0-ra megnyert mérkőzés 69. percében Muhamed Tijanit váltva debütált. Pályára lépett még a május 27-ei, Amerikai Egyesült Államok elleni mérkőzésen is.

## Statisztikák
2023. július 23. szerint
| Klub       | Szezon   | Osztály     | Bajnokság | Bajnokság | Kupa  | Kupa | Nemzetközi | Nemzetközi | Összesen | Összesen |
| Klub       | Szezon   | Osztály     | Meccs     | Gól       | Meccs | Gól  | Meccs      | Gól        | Meccs    | Gól      |
| ---------- | -------- | ----------- | --------- | --------- | ----- | ---- | ---------- | ---------- | -------- | -------- |
| Sogndal    | 2018     | OBOS-ligaen | 11        | 1         | 0     | 0    | —          | —          | 11       | 1        |
| Sogndal    | 2019     | OBOS-ligaen | 13        | 3         | 0     | 0    | —          | —          | 13       | 3        |
| Sogndal    | 2020     | OBOS-ligaen | 4         | 2         | —     | —    | —          | —          | 4        | 2        |
| Sogndal    | 2021     | OBOS-ligaen | 27        | 10        | 0     | 0    | —          | —          | 27       | 10       |
| Sogndal    | Összesen | Összesen    | 55        | 16        | 0     | 0    | 0          | 0          | 55       | 16       |
| Lillestrøm | 2022     | Eliteserien | 23        | 8         | 4     | 2    | 1          | 0          | 28       | 10       |
| Lillestrøm | 2023     | Eliteserien | 15        | 15        | 5     | 3    | —          | —          | 20       | 18       |
| Lillestrøm | Összesen | Összesen    | 38        | 23        | 9     | 5    | 1          | 0          | 48       | 28       |
| Összesen   | Összesen | Összesen    | 93        | 39        | 9     | 5    | 1          | 0          | 102      | 44       |

## Sikerei, díjai
Lillestrøm
- Norvég Kupa
  - Döntős (1): 2022–23